# Rhombinella laevigata
Rhombinella laevigata là một loài ốc biển, là động vật thân mềm chân bụng sống ở biển trong họ Columbellidae.